# Clannad (videoigra)
Clannad (japanski: クラナド, Kuranado) vizualni je roman izdan za PC 8. svibnja 2004., poslije su izašle verzije i za PlayStation 2, PlayStation Portable, Xbox 360 i PlayStation 3.
Clannad je izašao i kao manga (2005.), anime (2007.) i animirani film (2007.). Nastavak animea, Clannad After Story, izašao je 2009. godine.

## Vanjske poveznice
- Službena Clannad film stranica
- Službena Clannad anime stranica
- Službena Clannad After Story anime stranica